# Mirza coquereli
Lêmure-rato-gigante-de-coquerel ou Lêmure-rato-gigante-do-sul (Mirza coquereli) é uma espécie de lêmure de hábitos noturnos pertencente à família Cheirogaleidae e endêmico de Madagascar. A espécie recebeu seu nome do entomologista francês Charles Coquerel. Este lêmure pode ser encontrado nas florestas decíduas de Madagáscar.
Ao contrário de outros lêmures que hibernam, este lêmure fica ativo por todo o ano alimentando-se de larvas de Homoptera para sobreviver. É uma espécie arbórea que se alimenta de frutas, flores e pequenos animais, como insetos e aranhas. O lêmure de Coquerel tem como principal predador as corujas.
Esta espécie era, até 2005, a única do gênero Mirza, sendo nesse ano descoberta e descrita uma segunda espécie: M. zaza.